# Mamy Razafimanantsoa
Mamy Razafimanantsoa ist eine ehemalige madagassische Leichtathletin, die sich auf den Sprint und Hürdenlauf spezialisiert hat.

## Sportliche Laufbahn
Erste internationale Erfahrungen sammelte Mamy Razafimanantsoa vermutlich im Jahr 1991, als sie bei den Afrikaspielen in Kairo mit der madagassischen 4-mal-100-Meter-Staffel in 45,96 s gemeinsam mit Hanitriniaina Rakotondrabé, Nicole Ramalalanirina und Lalao Ravaonirina die Bronzemedaille hinter den Teams aus Nigeria und der Elfenbeinküste gewann. 1994 startete sie im 100-Meter-Hürdenlauf bei den Spielen der Frankophonie in Bondoufle und schied dort mit 14,77 s in der Vorrunde aus.
In den Jahren 1989, 1992 und 1993 wurde Razafimanantsoa madagassische Meisterin im 100-Meter-Hürdenlauf.